# Scolopsomorpha debakkeri
Scolopsomorpha debakkeri är en insektsart som beskrevs av Alexandre Constant 2009. Scolopsomorpha debakkeri ingår i släktet Scolopsomorpha och familjen Tropiduchidae. Inga underarter finns listade i Catalogue of Life.